# Criodion tuberculatum
Criodion tuberculatum är en skalbaggsart som beskrevs av Charles Joseph Gahan 1892. Criodion tuberculatum ingår i släktet Criodion och familjen långhorningar. Inga underarter finns listade i Catalogue of Life.